# Semenivka, Melitopol
Semenivka (în ucraineană Семенівка) este localitatea de reședință a comunei Semenivka din raionul Melitopol, regiunea Zaporijjea, Ucraina.

## Demografie
Componența lingvistică a localității Semenivka
     Rusă (83,58%)
     Ucraineană (15,65%)
     Alte limbi (0,27%)
Conform recensământului din 2001, majoritatea populației localității Semenivka era vorbitoare de rusă (83,58%), existând în minoritate și vorbitori de ucraineană (15,65%).